# 開心鬼放暑假
《開心鬼放暑假》為1985年香港電影，新藝城影業公司出品，高志森導演，這是新藝城所拍的《開心鬼系列》的第二集。上集是1984年的《開心鬼》，而下集是1986年的《開心鬼撞鬼》。「開心鬼」（黃百鳴飾）從本集開始分為前世（朱錦春）與後世（康森貴）二者。在此片中，黃百鳴棄用上集演員而任用新人，為觀眾提供新鮮感。新人羅美薇、陳加玲、袁潔瑩更組成三人女子組合開心少女組，為電影唱主題曲。本集的票房收入雖然比上集稍跌，但仍能以低成本賺過千萬，而且1985年票房排名更達第十位。

## 劇情簡介
開心鬼朱錦春因平生行善積德，故轉世成康森貴（黃百鳴飾）自小天賦超能力，但卻因不懂運用超能力而處處碰壁。聖高貴中學學生戴卓儀（袁潔瑩飾）、簡靜美（羅美薇飾）及趙明菜（孫慧飾）為班中卑鄙會的骨幹成員，經常率領全班搞惡作劇，在一個學期內氣走七個老師。插班生姚瓊（陳加玲飾）被逼加入卑鄙會。康森貴師範畢業後，進了聖高貴中學任職教師，任教文科和體育。在首次的體育課中，戴卓儀本想藉着射籃球的技術來給康sir一個下馬威，但康sir卻憑着更高超的射籃技術解圍。眾人不服氣，於是將惡作劇行動升級，使康sir吃盡苦頭，幸得小食部鄧伯（鄧寄塵飾）傳授對策。男校學生潘再安、高帶水、Paul Chan力追卑鄙會四女，卻被她們作弄。翌日，男生到聖高貴中學尋仇，卻被康sir無意地用超能力打傷，康sir只好硬着頭皮到男校賠罪，見到男生的班主任老老師（珍嘉麗飾）驚為天人，遂發生一連串爆笑故事。

## 人物角色
| 演員   | 角色名稱                      | 備註                                                                 |
| ------ | ----------------------------- | -------------------------------------------------------------------- |
| 黃百鳴 | 康森貴 / 康心貴（台）         | 聖高貴中學教師 開心鬼後世                                            |
| 黃百鳴 | 開心鬼（朱錦春）/朱秀才（台） | 康森貴前世                                                           |
| 袁潔瑩 | 戴卓儀 / 呂薔仁(台)           | 聖高貴中學學生 卑鄙會會長 性格潑辣霸道                               |
| 羅美薇 | 簡靜美 / 甄道梅(台)           | 聖高貴中學學生 卑鄙會副會長 愛吃零食                                 |
| 陳加玲 | 姚瓊                          | 聖高貴中學學生 卑鄙會會員 暗戀康森貴                                 |
| 孫慧   | 趙明菜                        | 聖高貴中學學生 卑鄙會副副會長 沉迷於打扮和偶像                       |
| 珍嘉麗 | 老老師                        | 男校女教師                                                           |
| 黃錦燊 | 大隻佬                        | 山東同鄉會女校教師 康森貴情敵                                        |
| 陳曼娜 | 校長                          | 聖高貴中學校長 暗戀康森貴                                            |
| 徐廣林 | 朱副校                        | 聖高貴中學副校長 為人勢利和刻薄                                      |
| 鄧寄塵 | 鄧伯                          | 聖高貴中學小食部 了解女學生的整蠱招數 和善的性格使他受校內師生所敬重 |
| 高志森 |                               | 水運會裁判                                                           |
| 黎姿   |                               | 聖高貴中學學生                                                       |
| 黃江賢 | 潘再安/再世潘                 | 男校學生 暗戀趙明菜                                                  |
| 李傳孝 | 高帶水/高大衰                 | 洋名「MICHAEL JACKSON KO」 男校學生 麵包店太子爺 暗戀戴卓儀          |
| 梁鴻昌 | PAUL CHAN                     | 男校學生 暗戀簡靜美                                                  |
| 阮麗珊 |                               |                                                                      |
| 黃栢年 |                               |                                                                      |
| 常百全 |                               |                                                                      |
| 鄭健萍 |                               |                                                                      |
| 黃俊男 |                               |                                                                      |

## 劇情錯誤之處
- 上集的朱秀才（朱錦春）是在1980年代投胎轉世的，但今集的後世康森貴長大成人後仍處於1980年代。
- 本集的康森貴與生俱來的超能力是因為前生積下的陰德，但上集卻沒有提及他怎樣積陰德。
- 朱秀才（朱錦春）投胎後的靈魂竟尚在人間，與後世共存。

## 幕後花絮
- 由於黃百鳴希望成立開心少女組主唱主題曲，但是由於開心少女組歌藝不甚理想，幾間大型唱片公司不願意為其出唱片，甚至新藝城特地成立的新藝寶主事人泰迪羅賓也拒絕為開心少女組出唱片。於是黃百鳴依照《搭錯車》的模式，決定加大製作費出唱片，結果反應良好。
- 黎姿飾演同學，演技與舞技得到攝影師等人的留意，黃百鳴記起之前在健身房受到黎姿父親的推薦，故對黎姿另眼相看，煞科後簽署為旗下藝人，起用為《飛躍羚羊》的女主角。
- 據黃百鳴在《志雲飯局》的描述，羅美薇原是新藝城的暑期工；陳加玲則是高志森看了一個廣告而起用，由於陳加玲年齡未滿18歲（當時年僅17歲），故由親姊代簽約，該時才發覺是藝人陳秀雯之妹；傅明憲起用後才發覺她的父母是左派的影視明星傅奇與石慧，因為新藝城在台灣有市場，「附匪藝人」隨時會令電影被封殺，所以要改藝名孫慧（藝名來自其母親石慧的本名「孫慧麗」的頭兩個名字）低調處理，亦不能起用為開心少女組。而袁潔瑩則是特地到蘭桂坊街頭剛巧相遇（當時與男友吵架中）而起用。[1]

## 電影歌曲
- 主題曲〈開心鬼放暑假〉主唱：開心少女組
- 插曲〈一千個陽光晚上〉主唱：袁潔瑩
- 插曲〈天真的愛情〉主唱：陳加玲
- 插曲〈良師頌〉主唱：袁潔瑩
- 插曲〈理想〉主唱：鄧寄塵、陳加玲
- 插曲〈夏日寒風〉主唱：譚詠麟

## 外部連結
- 開心鬼放暑假 The Happy Ghost2(1985)
- 影評(英文) （页面存档备份，存于）
- 開眼電影網上《開心鬼放暑假》的資料（繁體中文）
- 豆瓣电影上《開心鬼放暑假》的資料 （简体中文）
- 时光网上《開心鬼放暑假》的資料（简体中文）
- AllMovie上《開心鬼放暑假》的资料（英文）
- 爛番茄上《開心鬼放暑假》的資料（英文）
- 香港影庫上《開心鬼放暑假》的資料（繁體中文）
- 互联网电影数据库（IMDb）上《開心鬼放暑假》的资料（英文）